# Дворниковский сельсовет
Дворниковский сельсовет — упразднённая административно-территориальная единица, существовавшая на территории Московской губернии и Московской области до 1958 года.
Дворниковский сельсовет был образован в первые годы советской власти. По данным 1919 года он входил в состав Ашитковской волости Бронницкого уезда Московской губернии.
По данным 1926 года в состав сельсовета входил 1 населённый пункт — деревня Дворниково.
В 1929 году Дворниковский с/с был отнесён к Ашитковскому району Коломенского округа Московской области. При этом к нему был присоединён Новомарьинский сельсовет.
31 августа 1930 года Ашитковский район был переименован в Виноградовский.
7 декабря 1957 года Виноградовский район был упразднён и Дворниковский с/с вошёл в состав Воскресенского района.
27 августа 1958 года Дворниковский с/с был упразднён. При этом его территория была объединена с Левычинским с/с в новый Знаменский с/с.